# When I Fall in Love
"When I Fall in Love" är en populär sång skriven av Edward Heyman och Victor Young. Låten introducerades i filmen One Minute to Zero. Sången har blivit en standard som också sjungits in av många olika artister. Originalversionen är inspelad av Doris Day och blev en stor succé.
Doris Days inspelning gjordes den 5 juni 1952 och gavs ut av Columbia Records. Den nådde #20 på Billboard-listan. 
En version sjöngs in av Nat King Cole den 28 december 1956. Den gavs ut av Capitol Records på hans LP-album, Love Is the Thing. Singeln släpptes i Storbritannien 1957 och nådde andra platsen på den brittiska hitlistan. Den blev även återutgiven 1987 och då nådde den en fjärde plats. Den tävlade mot en annan version sjungen av Rick Astley, utgiven under samma tidpunkt. Astleys version nådde en andra plats.
En version gjordes av The Lettermen, utgiven som singel 1961 och blev också rätt succéfylld.
The Carpenters spelade in låten till sin sista tv-special, Music, Music, Music!. Richard Carpenter släppte låten även officiellt på deras album, Lovelines år 1989, sex år efter hans systers bortgång. Han återutgav sången på deras andra samlingsalbum, Interpretations år 1994. 
When I Fall in Love sjöngs även in av Céline Dion och Clive Griffin, och släpptes som singel 1993. Den framfördes i filmen Sömnlös i Seattle. 
En instrumental version av sången spelades under balsals-scenen i början av Stanley Kubrick-filmen Eyes Wide Shut.

## Inspelade versioner
| - Andy Abraham - Ray Anthony - Rick Astley - Chet Baker - Tony Bennett - Brook Benton - Bob Berg - Cilla Black - Ruby Braff - Deborah Brown - Karen Carpenter - Betty Carter - Chang Fei - Alma Cogan - Natalie Cole - Nat King Cole - Perry Como - Sam Cooke - Kevin Covais - Michael Crawford - Miles Davis - Doris Day - Céline Dion och Clive Griffin - Duane Eddy - Lotta Engberg och Christer Sjögren - Esthero och Abacus - Bill Evans - The Flamingos - The Four Preps - Janie Fricke | - Bill Frisell - Stan Getz - Tiziana Ghiglioni - Kathie Lee Gifford - Eydie Gormé - Jim Hall - Pat Healy - Lena Horne - Engelbert Humperdinck - Bobby Hutcherson - Brian Hyland - Julio Iglesias - Willis "Gator" Jackson - Joni James - Keith Jarrett - Tom Jones - Stan Kenton - Krokodil - Tommy Körberg - Gary Lemel - The Lettermen - Julie London - Jan Lundgren - John Lytle - Mike Mainieri - Barry Manilow - Johnny Mathis - Les McCann - Jack McDuff - Jackie McLean | - Carmen McRae - Marcus Miller - Hank Mobley - Matt Monro - Marilyn Monroe - Anne Murray - Siti Nurhaliza - Bob Parton - Peter & Gordon - Russ Peterson - The Platters - Arthur Prysock - Donny Osmond - Lou Rawls - The Real Group - Kenny Rogers - Linda Ronstadt - Diane Schuur - Brent Spiner - Toots Thielemans - Dinah Washington - Grover Washington Jr. - Ben Webster - Westlife - Joe Williams - Jaclyn Victor - Bobby Vinton - Faron Young |